# Ruby Dee
Ruby Dee, geboren als Ruby Ann Wallace (Cleveland, 27 oktober 1922 – New Rochelle, 11 juni 2014), was een Amerikaans actrice. Zij werd in 2008 genomineerd voor een Academy Award voor haar bijrol als Mama Lucas in de misdaadfilm American Gangster. Ze heeft meer dan twintig andere acteerprijzen daadwerkelijk gewonnen, waaronder een National Board of Review Award voor het filmdrama A Raisin in the Sun (1961, een verfilming van het toneelstuk A Raisin in the Sun, geschreven door Lorraine Hansberry, waarin ze dezelfde rol speelde (Ruth Younger) in de Theaterproductie op Broadway in 1959), een Emmy Award voor de televisiefilm Decoration Day (1990) en een Screen Actors Guild Award voor American Gangster.
Dee maakte in 1946 haar film- en acteerdebuut in de filmmusical That Man of Mine. Sindsdien speelde ze meer dan 35 filmrollen, meer dan 65 inclusief die in televisiefilms. Na meer dan zestig jaar als actrice en met meer dan zestig films achter haar naam, werd ze in 2008 op 83-jarige leeftijd genomineerd voor een Academy Award. Van al haar voorgangsters was alleen Gloria Stuart ouder toen ze werd genomineerd voor een Oscar (87, voor Titanic).
Dee trouwde in 1948 met acteur Ossie Davis, met wie ze samen bleef tot aan zijn overlijden in 2005. Samen met hem kreeg ze drie kinderen, Nora, Guy Davis en Hasna. De achternaam die ze als actrice altijd is blijven voeren, dankte ze aan een eerder huwelijk met muzikant Frankie Dee.

## Filmografie

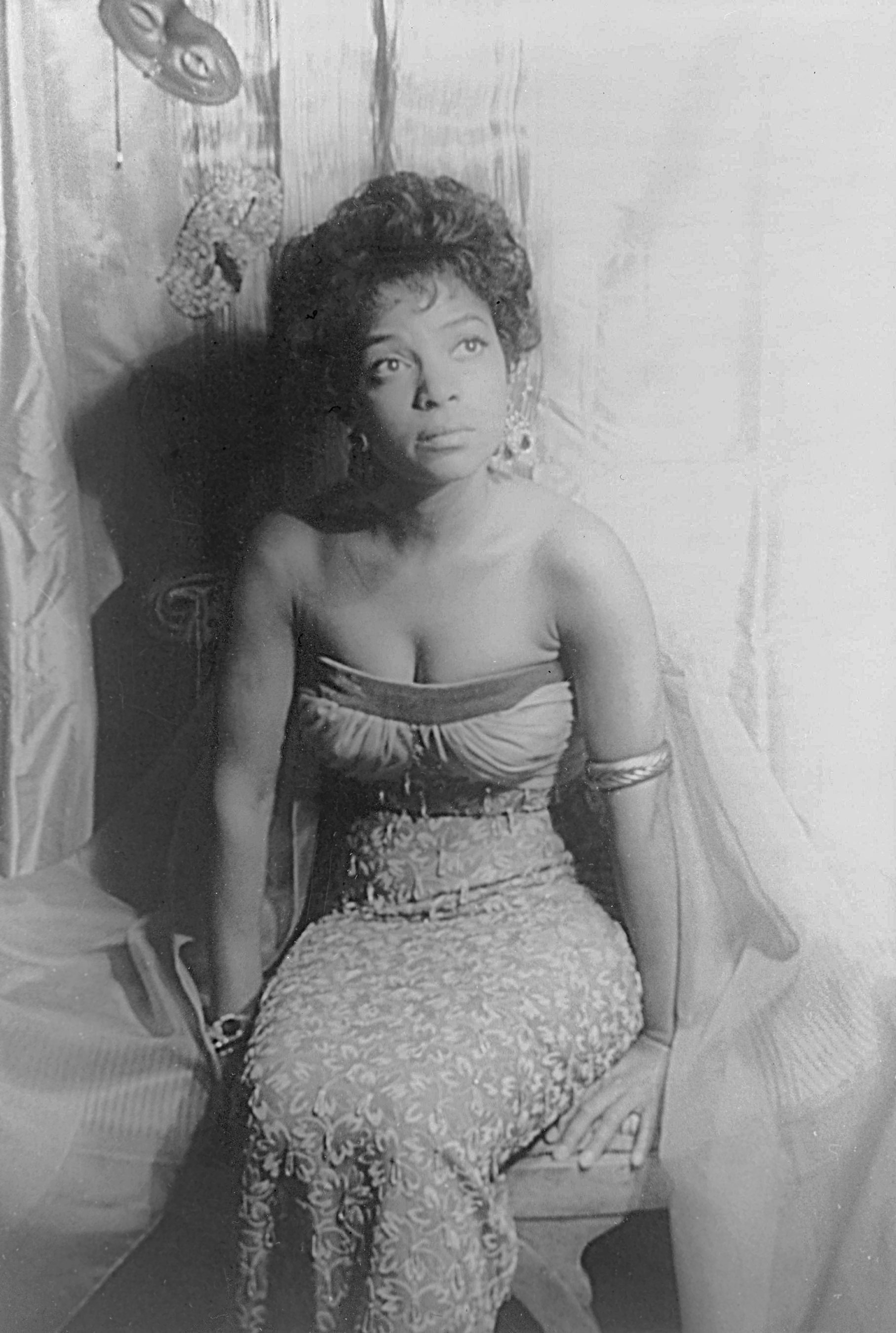
Ruby Dee (1962)

*Exclusief 25+ televisiefilms
| - 1982 (2013) - A Thousand Words (2012) - Politics of Love (2011) - Video Girl (2011) - Red & Blue Marbles (2011) - Dream Street (2010) - The Perfect Age of Rock 'n' Roll (2009) - Steam (2007) - American Gangster (2007) - All About Us (2007) - The Way Back Home (2006) - No. 2 (2006) - Baby of the Family (2002) - Baby Geniuses (1999) - A Simple Wish (1997) - Just Cause (1995) - Tuesday Morning Ride (1995) - Cop and ½ (1993) - Jungle Fever (1991) - Love at Large (1990) - Do the Right Thing (1989) - Cat People (1982) | - The Torture of Mothers (1980) - Countdown at Kusini (1976) - Black Girl (1972) - Buck and the Preacher (1972) - Up Tight! (1968) - The Incident (1967) - Gone Are the Days! (1963) - The Balcony (1963) - A Raisin in the Sun (1961) - Take a Giant Step (1959) - St. Louis Blues (1958) - Virgin Island (1958) - Edge of the City (1957) - The Great American Pastime (1956) - Go, Man, Go! (1954) - The Tall Target (1951) - No Way Out (1950) - The Jackie Robinson Story (1950) - The Fight Never Ends (1949) - What a Guy (1948) - That Man of Mine (1946) |

- Bibsys: 3057820
- Biblioteca Nacional de España: XX1550277
- Bibliothèque nationale de France: cb12464274f (data)
- Gemeinsame Normdatei: 121113795
- International Standard Name Identifier: 0000 0001 0907 520X
- Library of Congress Control Number: n82154795
- MusicBrainz: c762b75f-485e-431f-b008-c1610f65a64f
- Nationale Bibliotheek van Tsjechië: xx0151323
- Nationale Bibliotheek van Israël: 987007427632805171
- Nationale Bibliotheek van Polen: a0000001611312
- Nederlandse Thesaurus van Auteursnamen: 387256989
- Système universitaire de documentation: 03382410X
- Virtual International Authority File: 61645922
- WorldCat: E39PBJwX8VgWpmyrQCRf78GCQq